# Тебекин, Алексей Васильевич
Алексей Васильевич Тебекин — российский учёный, доктор технических наук, доктор экономических наук, профессор, Почетный работник науки и техники Российской Федерации.Профессор МГУ и МГИМО.Основатель и руководитель научной школы динамики менеджмента.

## Биография
Родился 13 января 1963 года в г. Тверь (Калинин).
Окончил школу с золотой медалью (1980 г.) и вуз с отличием (1985 г.)
В 1992 присвоена ученая степень кандидата технических наук.
В 1996 присвоена ученая степень доктора технических наук.
В 2006 присвоена ученая степень доктора экономических наук.
Все диссертации были защищены в режиме соискательства — без отрыва от производственной деятельности.
В 2009 г. удостоен звания «Почетный работник науки и техники РФ».
В 2010 г. получил ученое звание профессор.

## Области научных интересов
Тебекин А.В. является профессором МГУ и МГИМО и ведет широкий научных исследования по следующим направлениям:
- Социальные и гуманитарные науки («Экономика», «Психология», «Социология», «Политология», «Исторические науки», «Философия», «Педагогика», «Когнитивные науки»).
- Технические науки («Информационные технологии и телекоммуникации», «Строительство и архитектура», «Электроника, фотоника, приборостроение и связь», «Энергетика и электротехника», «Машиностроение», «Транспортные системы»);
- Естественные науки («Компьютерные науки и информатика», «Науки о Земле и окружающей среде»).

Среди перечисленных направлений наиболее значительное место в исследованиях профессора Тебекина А.В.  занимают Экономические науки, включая такие направления как:
- «Экономическая теория»,
- «Математические, статистические и инструментальные методы в экономике»,
- «Региональная и отраслевая экономика»,
- «Финансы»,
- «Мировая экономика»,
- «Менеджмент».

А среди экономических наук ведущее место в исследованиях проф. Тебекина А.В. занимает наука об управлении – менеджмент.

## Научная деятельность
Тебекин А.В. - автор более 700 научных, учебных и учебно-методических работ, в том числе большого числа учебников, рекомендованных Министерством образования и науки РФ для ВУЗов, в том числе: «Основы антикризисного управления», «Инновационный менеджмент», «Логистика», «Менеджмент», «Менеджмент организации», «Методы принятия управленческих решений», «Стратегический менеджмент», «Стратегическое управление персоналом», «Теория менеджмента», «Теория управления», «Управление качеством», «Управление персоналом», «Экономическая история мира», «Экономическая история с древнейших времен до наших дней», «Экономическая история» и др.
Учебники проф. А. В. Тебекина — неоднократные лауреаты всероссийской премии учебников «Выбор ВУЗов» и всероссийской книжной премии «Золотой фонд».
А. В. Тебекин - автор большого числа известных научных монографий.
Тебекин А. В. является главным редактором нескольких научных журналов. В качестве научного руководителя и консультанта подготовил более 70 кандидатов и докторов наук.
Награжден благодарственным письмом от Министра образования и науки РФ «За многолетний труд по воспитанию и развитию подрастающего поколения и вклад в дело вовлечения детей и молодёжи России в естественнонаучную деятельность и продвижение научно-технического творчества».

## Создание научной школы
А.В. Тебекин является создателем и руководителем научной школы динамики менеджмента, нацеленной на консолидацию усилий в вопросах исследования методологических проблем развития менеджмента в историческом и прикладном разрезе, включая: выявление, анализ и разрешение проблем становления и развития теории и практики управления организациями как социальными и экономическими системами с целью вскрытия устойчивых связей и закономерностей, определяющих природу и содержание этих проблем, логику и механизмы их разрешения.
В рамках указанной научной школы:
1. Описана по десятилетиям динамика школ и концепций развития менеджмента (и его прикладных направлений) в период с 1900-х по 2050-е годы (прогнозные оценки), сменяющие друг друга каждое десятилетие.
2. Фактически сформирована периодическая система циклического развития концепций менеджмента, подобная периодической системе химических элементов Д.И. Менделеева.
3. В 2005 году был спрогнозирован глобальный мировой экономический кризис 2020-х годов, обусловленный закономерной сменой пятого технологического уклада шестым, происходящих в рамках больших циклов экономической активности Н. Кондратьева.
4. В 2018 году был спрогнозирован кризис 2022-2023 годов (в том числе активизация гибридной войны против России).
5. Выполнены детальные (по годам) прогнозные оценки развития национальной и мировой экономики на период до 2030 года, а также перспективные прогнозные оценки на период до 2070-х годов.
6. Определена прикладная динамика развития менеджмента, охватывающая (от А до Я) более 50-ти направлений развития прикладного менеджмента: от антикризисного управления до экологического менеджмента.
7. В 2022 году спрогнозирован ожидаемый мировой экономический кризис 2023-2024 годов финансовой природы[8].

## Основные научные работы
1. Тебекин А. В., Касаев Б. С. Менеджмент организации: учебник. Издание 1-е. — М.: КноРус, 2006. — 420 с[11].
2. Тебекин А. В., Касаев Б. С. Менеджмент организации: учебник. Издание 2-е. — М.: КноРус, 2007.- 420 с[12].
3. Тебекин А. В. и др. Экономическая история мира, в 6-ти томах. Том6. — М.: Российская академия наук, КноРус, 2008[13].
4. Тебекин А. В. Управление персоналом: учебник. Издание 1-е. — М.: КноРус, 2009. — 638 с[14].
5. Тебекин А. В., Касаев Б. С. Менеджмент организации: учебник. Гриф УМО. Издание 3-е. — М.: КноРус, 2010. — 420 с[15].
6. Тебекин А. В., Касаев Б. С. CD Менеджмент организации: Электронный учебник. Издание 1-е. -М. Кнорус, 2010[16].
7. Тебекин А. В. Инновационное развитие экономики. Правительство Москвы, Департамент образования г. Москвы, Гос. образовательное учреждение высш. проф. образования "Московская гос. акад. делового администрирования. Москва, 2008.-347с[17].
8. Тебекин А. В. Логистика: учебник. — М.: Дашков и К, 2011. — 356 с[18].
9. Тебекин А. В. Управление персоналом. Курс лекций. — М.: Юрайт, 2011. — 182с[19].
10. Тебекин А. В. Управление качеством: учебник для бакалавров. — М.: Юрайт, 2011. — 371с[20].
11. Тебекин А. В., Контопов М. В. Сметанин С. И. — Экономическая история: учебник. Издание 12-е. — М.: Дашков и К, 2011. — 640с[21].
12. Тебекин А. В., Касаев Б. С. CD Менеджмент организации: Электронный учебник. Издание 2-е. -М. Кнорус, 2011[22].
13. Тебекин А. В., Тебекин П. А. Управление качеством. Курс лекций. — М.: Юрайт, 2012. — 223 с[23].
14. Тебекин А. В. Инновационный менеджмент: учебник. — М.: Юрайт, 2012. — 476с[24].
15. Тебекин А. В. Инновационный менеджмент: учебник. — М.: Юрайт, 2013. — 476с[25].
16. Тебекин А. В. Управление персоналом: учебник. Издание 2-е. — М.: КноРус, 2012. — 624с[26].
17. Тебекин А. В. и др. Экономическая история мира, том 6 книга 2-я.- М.: Российская академия наук, КноРус, 2012[27].
18. Тебекин А. В. Методы принятия управленческих решений: учебник. — М.: Юрайт, 2013. — 572с[28].
19. Тебекин А. В. Управление качеством: учебник для бакалавров. — М.: Юрайт, 2013. — 384с[29].
20. Тебекин А. В. Инновационный менеджмент: учебник. Издание 2-е. — М.: Юрайт, 2014. — 481с[30].
21. Тебекин А. В. Логистика: учебник. Издание 2-е. — М.: Дашков и К, 2014. — 356 с[31].
22. Тебекин А. В. Управление персоналом. Курс лекций. — М.: Юрайт, 2014. — 182с[32].
23. Тебекин А. В., Контопов М. В. Сметанин С. И. — Экономическая история с древнейших времен до наших дней: учебник. Издание 12-е. — М.: Дашков и К, 2015. — 640с[33].
24. Тебекин А. В. Методы принятия управленческих решений: учебник. — М.: Юрайт, 2015. — 572с[34].
25. Тебекин А. В. Управление персоналом: учебное пособие для СПО и прикладного бакалавриата. — М.: Юрайт, 2015[35].
26. Тебекин А. В., Тебекин П. А. Управление качеством. Конспект лекций / Москва, 2015. Сер. 5 Хочу все сдать (1-е изд.) — 223 с[36].
27. Тебекин А. В. Теория менеджмента: учебник. — М.: Кнорус, 2016. — 696с[37].
28. Тебекин А. В. Управление персоналом. Учебное пособие / Москва, 2016. Сер. 68 Профессиональное образование (1-е изд.).
29. Тебекин А. В., Тебекин П. А. Управление качеством. Учебное пособие / Москва, 2016. Сер. 68 Профессиональное образование (1-е изд.). — 223 с[38].
30. Тебекин А. В., Тебекин П. А. Управление качеством. Учебное пособие / Москва, 2016. Сер. 60 Бакалавр. Прикладной курс (1-е изд.). — 223 с[39].
31. Тебекин А. В. Стратегический менеджмент. Учебник / Москва, 2016. Сер. 60 Бакалавр. Прикладной курс (2-е изд., пер. и доп.)[40].
32. Тебекин А. В. Стратегический менеджмент. Учебник / Москва, 2016. Сер. 68 Профессиональное образование (2-е изд., пер. и доп.)[41].
33. Тебекин А. В. Управление качеством. Учебник для бакалавров / Москва, 2016. Сер. 61 Бакалавр и магистр. Академический курс (1-е изд.)[29].
34. Тебекин А. В. Методы принятия управленческих решений. Учебник / Москва, 2016. Сер. 58 Бакалавр. Академический курс (1-е изд.)[42].
35. Тебекин А. В., Конотопов М. В., Сметанин С. И. Экономическая история. Учебник для бакалавров / Москва, 2016. Сер. 58 Бакалавр. Академический курс (12-е изд.)[33].
36. Тебекин А.В. ДЕВЯТЬ СЦЕНАРИЕВ СТРАТЕГИЧЕСКОГО РАЗВИТИЯ НАЦИОНАЛЬНОЙ ЭКОНОМИКИ. Монография. - Москва, 2016.[43].
37. Анисимов В.Г., Анисимов Е.Г., Петров В.С., Родионова Е.С., Сауренко Т.Н., Тебекин А.В., Тебекин П.А. Теоретические основы управления инновациями. Монография. Под ред. проф. А.В.Тебекина. Санкт-Петербург, 2016.[44].
38. Тебекин А.В. Теория управления. Учебник – М.: Кнорус, 2017. — 344 с.[45].
39. Тебекин А.В. Логистика. Учебник.  Москва, 2016.[46].
40. О проблемах импортозамещения в таможенных органах и новых разработках в сфере информационно-коммуникационных технологий. Сборник материалов Межведомственной научной конференции / Российская таможенная академия; редакционная коллегия: В. Б. Мантусов, А. В. Тебекин, Н. Г. Липатова, В. В. Саенко, Н. П. Багмет, В. В. Попов, Ю. И. Сомов, К. А. Корняков, Н. М. Кожуханов, Т. Д. Михайленко, Н. В. Полякова, Д. Ю. Данько, М. Ю. Карпеченков, И. И. Никитченко, О. В. Шишкина. 2016.[47].
41. Конкурентный потенциал развития экономики России: проблемы и достижения. Сборник материалов межвузовской научно-практической конференции / Российская таможенная академия; Редакционная коллегия: А. В. Тебекин, В. Д. Лукина, В. Н. Шаповалова, М. Ф. Ткаченко, И. Ю. Швец. 2016.[48].
42. Актуальные проблемы таможенного дела в условиях Евразийского экономического союза. Сборник материалов VIII Международной молодежной научно-практической конференции / Российская таможенная академия; Редакционная коллегия: В. Б. Мантусов (председатель редколлегии), А. В. Тебекин, Н. Г. Липатова, Н. П. Багмет, В. Е. Новиков, Н. М. Кожуханов, К. А. Корняков, Т. Д. Михайленко, Н. В. Полякова, М. Ю. Карпеченков, И. И. Никитченко, Е. В. Красильникова, В. В. Макрусев, О. Б. Сокольникова, О. В. Шишкина. 2016.[49].
43. Тебекин А.В., Мантусов В.Б. Управление организацией: теоретико-методологические основы, функциональные задачи, технологии, прикладные аспекты применения. Монография. - Москва, 2016.[50].
44. Тебекин А.В. Инновационный менеджмент. Учебник для бакалавров / Москва, 2016. Сер. 58 Бакалавр. Академический курс (2-е изд., пер. и доп.).[51].
45. Управление инновациями. Анисимов В.Г., Анисимов Е.Г., Блау С.Л., Мантусов В.Б., Новиков В.Е., Петров В.С., Тебекин А.В., Тебекин П.А. Монография. Под ред. проф. А.В.Тебекина / Государственное казенное образовательное учреждение высшего образования «Российская таможенная академия». Москва, 2017.[52].
46. Стратегическое управление инновационной деятельностью: анализ, планирование, моделирование, принятия решений, организация, оценка. Анисимов В.Г., Анисимов Е.Г., Гапов М.Р., Родионова Е.С., Сауренко Т.Н., Силкина Г.Ю., Тебекин А.В. - Монография. Под ред. проф. А.В.Тебекина. Санкт-Петербург, 2017.[53].
47. Упущенный шанс или последний клапан? (к 50-летию Косыгинских реформ 1965 г.) Богомолов Е.В., Будкевич Г.В., Генкин А.С., Лазарева Л.Н., Лаптева Е.В., Латов Ю.В., Лебедев К.Н., Лисовицкий В.Н., Мишенин С.Е., Муравьев С.Р., Нуреев Р.М., Орусова О.В., Пивоварова Э.П., Попов Г.Г., Скобликов Е.А., Сорокин Д.Е., Тебекин А.В., Цхададзе Н.В., Шапиро Н.А., Эпштейн Д.Б. и др. Москва, 2018.[54].
48. Упущенный шанс или последний клапан? (к 50-летию Косыгинских реформ 1965 г.) Богомолов Е.В., Будкевич Г.В., Генкин А.С., Лазарева Л.Н., Лаптева Е.В., Латов Ю.В., Лебедев К.Н., Лисовицкий В.Н., Мишенин С.Е., Муравьев С.Р., Нуреев Р.М., Орусова О.В., Пивоварова Э.П., Попов Г.Г., Скобликов Е.А., Сорокин Д.Е., Тебекин А.В., Цхададзе Н.В., Шапиро Н.А., Эпштейн Д.Б. и др. Москва, 2018.[54].
49. Тебекин А.В. Управление персоналом. Учебное пособие / Москва, 2017. Сер. 68 Профессиональное образование (1-е изд.).[55].
50. Тебекин А.В., Тебекин П.А. Стратегический менеджмент Учебник / Москва, 2017. Сер. 68 Профессиональное образование (2-е изд., пер. и доп.).[56].
51. Тебекин А.В., Тебекин П.А. Стратегический менеджмент Учебник / Москва, 2017. Сер. 60 Бакалавр. Прикладной курс (2-е изд., пер. и доп.).[56].
52. Тебекин А.В. Управление качеством. Учебник / Москва, 2017. Сер. 61 Бакалавр и магистр. Академический курс (2-е изд., пер. и доп.).[57].
53. Тебекин А.В. Методы принятия управленческих решений Учебник / Москва, 2017. Сер. 58 Бакалавр. Академический курс (1-е изд.).[58].
54. Тебекин А.В. Инновационный менеджмент. Учебник для бакалавров / Москва, 2017. Сер. 58 Бакалавр. Академический курс (2-е изд., пер. и доп.).[59].
55. Конотопов М.В., Сметанин С.И., Тебекин А.В. Экономическая история. Учебник для бакалавров / Москва, 2017. Сер. 58 Бакалавр. Академический курс (12-е изд.).[60].
56. Тебекин А.В., Сурат И.Л. Основы принятия управленческих решений: принципы, функции, типология, условия и факторы обеспечения качества, целевая ориентация, анализ альтернатив. Учебное пособие / Москва, 2018.[61].
57. Тебекин А.В. Логистика. Учебник. Москва, 2018.[62].
58. Ломакин О.Е., Тебекин А.В., Шафиров В.Г. Базовые технологии управления качеством. Москва, 2017.[63].
59. Тебекин А.В., Петров В.С. Промышленная политика и стратегия эффективного развития промышленных предприятий в условиях постиндустриальной экономики. Москва, 2018.[64].
60. Тебекин А.В. Принятие управленческих решений в условиях риска. Москва, 2018.[65].